# Sunndals kommun
Sunndals kommun (norska: Sunndal kommune) är en kommun i Møre og Romsdal fylke i västra Norge. Kommunens centralort är tätorten Sunndalsøra. Angränsande kommuner är Tingvoll i nordväst, Surnadal i nordöst, Oppdal i öster, Lesja i söder och Molde i väster. 
Hydro A/S Sunndal är det största aluminiumsmältverket i Europa och den största arbetsgivaren i Sunndals kommun med runt 800 anställda. I kommunen finns också relativt många forskare både vid Hydro och vid Institutt for Akvakulturforskning A/S.

## Administrativ historik
Sunndals kommun bildades på 1830-talet, samtidigt med flertalet andra norska kommuner.
1854 delades kommunen varvid Øksendals kommun bildades. 1899 delades Øksendals kommun varvid Ålvundeids kommun bildades. 
1960 slogs Øksendals, Ålvundeids och Sunndals kommuner samman igen. 1965 överfördes ett område med 506 invånare från Stangviks kommun.

## Tätorter
I Sunndals kommun finns tre tätorter:
- Grøa
- Hoelsand
- Sunndalsøra (centralort)

Orten Ålvund har tidigare räknats som en tätort men uppfyller inte längre kriterierna.

## Socknar
Inom Norska kyrkan är Sunndals kommun indelad i fyra socknar:
- Hovs socken
- Romfo socken
- Ålvundeids socken
- Øksendals socken

Socknarna ingår i Indre Nordmøre prosteri i Møre stift.